# Conspicuous Gallantry Medal
La Conspicuous Gallantry Medal (CGM) è stata fino al 1993 una decorazione militare inglese di cui potevano essere insigniti tutti i membri delle Forze armate britanniche e dal settembre del 1942 anche il personale della Marina Mercantile che avevano un grado equivalente al Petty Officer o Seaman. Originariamente potevano ricevere questo riconoscimento anche i cittadini dei Paesi del Commonwealth. La medaglia veniva assegnata a tutti i non-ufficiali che si erano dimostrati particolarmente coraggiosi contro il nemico, sul mare o in cielo.
La medaglia, originariamente creata per la Royal Navy, fu istituita nel 1855 e resa pienamente attiva il 7 luglio 1874. Durante la seconda guerra mondiale, precisamente nel 1943, fu aggiunta la versione per la Royal Air Force, la Conspicuous Gallantry Medal (Flying).
La medaglia era per i sottufficiali l'equivalente della Distinguished Service Order, quando era assegnata agli ufficiali per atti di eccezionale coraggio. Nonostante ciò, essa occupava nell'ordine di precedenza qualche gradino più in basso della DSO, essendo frapposta tra la Distinguished Conduct Medal e la Distinguished Service Medal. Coloro che ricevevano la CGM erano autorizzati a usare le lettere post-nominali "CGM".
Nel 1993, la Conspicuous Gallantry Medal, la Distinguished Service Order (limitatamente agli atti di coraggio) e la Distinguished Conduct Medal furono rimpiazzate dalla Conspicuous Gallantry Cross (CGC). La CGC può essere assegnata a qualunque membro delle forze armate inglesi, senza eccezioni di grado, ed è seconda solo alla Victoria Cross come premiazione per atti di eccezionale coraggio in azione.

## Descrizione
La medaglia consiste in un cerchio d'argento di 36mm di diametro. Il dritto mostra l'effigie del monarca regnante al momento del conferimento. Il rovescio mostra la scritta su tre righe "FOR CONSPICUOUS GALLANTRY" (Per cospicuo coraggio), circondata da una corona d'alloro e sormontata dalla Corona imperiale. Il nastrino della versione navale fu modificato nel 1921, passando da uno con due strisce laterali blu scure fiancheggianti una centrale bianca ad uno con la medesima striscia centrale ma con quelle laterali molto più sottili. La versione per la RAF mostrava una striscia centrale azzurro cielo con due striscioline laterale blu scure.